# Mathias Zopfi

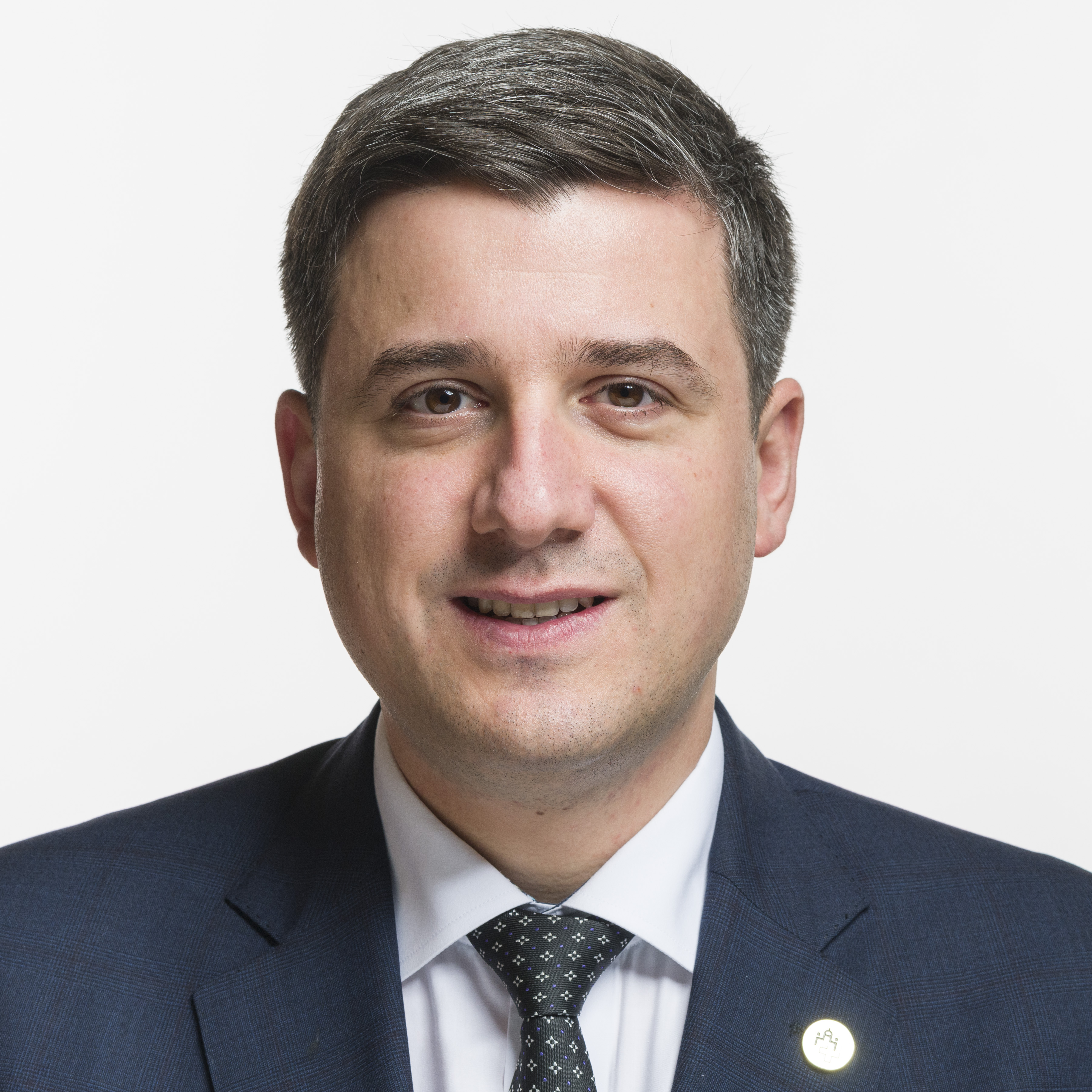
Mathias Zopfi (2019)

Mathias Zopfi (* 14. Dezember 1983 in Glarus; heimatberechtigt in Glarus Süd) ist ein Schweizer Politiker (Grüne).

## Werdegang
Mathias Zopfi wurde am 14. Dezember 1983 in Glarus geboren und lebt seither in Engi. Nach dem Besuch der Sekundarschule in Matt und der Kantonsschule in Glarus schloss er 2004 die Matura ab, studierte an der Universität Zürich Rechtswissenschaften und sammelte als stellvertretender Gerichtsschreiber am Kantonsgericht Glarus sowie als juristischer Mitarbeiter in verschiedenen Anwaltskanzleien Erfahrungen. 2013 erhielt er die Zulassung als Anwalt und 2015 als Notar im Kanton Glarus, ab 2014 war er in einer Kanzlei in Glarus tätig.
Heute arbeitet er als Rechtsanwalt und Notar in Glarus, wo er seit 2017 Mitinhaber einer Kanzlei ist. Nebenbei war er bis zu seiner Wahl zum Ständerat als Ersatzrichter im Militärappellationsgericht tätig.
Zopfi ist Verwaltungsratspräsident der Autobetrieb Sernftal AG und Verwaltungsratsvizepräsident der Glarus hoch3 AG. Er ist Geschäftsführer der Zopfi & Partner GmbH, Aktuar des Glarner Anwalts- und Notarenverbands und der Zopfi-Stiftung – errichtet durch den Arzt und Pionier der Homöopathie, Samuel Zopfy – sowie Vorstandsmitglied des Gönnervereins Glarner Wirtschaftsarchiv. Des Weiteren ist er Mitglied des Patronatskomitees von Aqua Viva.

## Politische Tätigkeit
2010 wurde Mathias Zopfi in den Gemeinderat (Exekutive) in Glarus Süd gewählt, für den er von 2015 bis 2022 als Vizepräsident waltete. Hier stand er dem Departement Wirtschaft und Finanzen in Haslen vor. Des Weiteren gehört er seit 2011 dem Landrat (Legislative) an, den er im Amtsjahr 2017/18 präsidierte. Auch hier war er in mehreren Kommissionen tätig. Seit 2011 ist er zudem Kantonsschulrat.
Als Mitglied der Grünen Kanton Glarus war Zopfi 2004 bis 2016 im Kantonalvorstand seiner Partei, und seit 2011 ist er im Vorstand der Parteisektion Glarus Süd.
Bei den Parlamentswahlen 2019 wurde er für den Kanton Glarus überraschend in den Ständerat gewählt, wo er den bisherigen Mandatsinhaber Werner Hösli (SVP) ablöste. In den Parlamentswahlen 2023 wurde er bestätigt.
Zopfi gilt als gemässigter Grüner, der umwelt- und gesellschaftspolitisch links, wirtschafts- und finanzpolitisch tendenziell bürgerlich politisiert.